# Municipio de East Valley
El municipio de East Valley (en inglés: East Valley Township) es un municipio ubicado en el condado de Marshall en el estado estadounidense de Minnesota. En el año 2010 tenía una población de 43 habitantes y una densidad poblacional de 0,48 personas por km².

## Geografía
El municipio de East Valley se encuentra ubicado en las coordenadas 48°18′48″N 96°2′11″O / 48.31333, -96.03639. Según la Oficina del Censo de los Estados Unidos, el municipio tiene una superficie total de 90.16 km², de la cual 56,86 km² corresponden a tierra firme y (36,94 %) 33,3 km² es agua.

## Demografía
Según el censo de 2010, había 43 personas residiendo en el municipio de East Valley. La densidad de población era de 0,48 hab./km². De los 43 habitantes, el municipio de East Valley estaba compuesto por el 100 % blancos. Del total de la población el 0 % eran hispanos o latinos de cualquier raza.